# L'invincibile Iron Man
L'invincibile Iron Man è un film animato basato sul popolare eroe dei fumetti Marvel Comics distribuito in DVD nel 2007. Prodotto dai Marvel Studios e dalla Lions Gate Entertainment, il film (che fa parte della serie Marvel Animated Features) ricostruisce le origini del personaggio in maniera leggermente diversa dal fumetto originale. In particolare sono stati inseriti più dettagli a sfondo magico e mistico e il luogo dove Tony Stark subisce l'attentato è stato spostato dalla Corea/Afghanistan (luoghi canonici e canonizzati del e dal fumetto) in Cina.

## Trama
Tony Stark, miliardario, playboy e inventore, è il figlio di Howard Stark, il capo della Stark Enterprises, le cui fabbriche si concentrano principalmente sulle nuove tecnologie, in particolare nella progettazione di armi. È assistito da James "Rhodey" Rhodes, ex medico militare, ingegnere e anche il suo migliore amico.
Per riportare i soldi alle sue società, Tony Stark ha firmato un contratto con i partner cinesi per utilizzare le tecnologie Stark per ripristinare un'antica città affondata sotto le sabbie. Il suo amico Rhodey è sulla scena ma durante la desensibilizzazione dalla città, vengono regolarmente attaccati con crescente violenza da un gruppo di terroristi: i Jade Dragons, che hanno combattuto per anni per un nuovo avvento della città, non hanno luogo. Tuttavia, alla fine riemerse e, per trovare una soluzione tecnologica, i draghi della giada rapiscono Rhodey per attirare Tony sul posto. Arrivato in Cina, anche se protetto in un veicolo corazzato e blindato, Stark viene espulso e colpito da una scheggia. Quando si sveglia, si trova in una stanza segreta, tenuta artificialmente in vita da una macchina che gli fa battere il cuore e si prende cura di James. Una donna misteriosa, Li Mei, appartenente ai Draghi di Giada, sembra avere dei sentimenti su di lui che vuole aiutarlo. Un vecchio saggio, Ho Yi, che ha aiutato la guarigione di Tony. Quando il suo tempio viene ripulito dalle sabbie, le quattro forze elementali, protettori delle quattro alleanze, si svegliano per tornare ai resti degli antichi Dragoni di Giada, così che con il quinto riescano a riportare in vita il temibile Mandarino. Convinti di essere uccisi quando scopriranno come riesumare la città, Tony e Rhodey costruiscono segretamente un ex-armatura per fuggire. Ritornati negli Stati Uniti, entrambi sono perseguiti dai servizi segreti per aver fornito delle armi ai terroristi, usano deitrucchi per entrare nei locali della Stark Enterprises, dove Tony rivela tutte le sue armature che ha costruito in segreto. Originariamente progettate per l'esplorazione e il lavoro pesante, le serviranno per combattere le forze elementali ed eliminare il Mandarino.

## Distribuzione
Il film è stato distribuito negli Stati Uniti il 23 gennaio 2007 e in Francia il 1º luglio 2009.

### Edizione italiana
Il film fu distribuito in Italia dalla Eagle Pictures il 28 ottobre 2009. Il doppiaggio fu eseguito dallo Studio Emme e diretto da Valter Polini su dialoghi di Sergio Luzi.